# 春米努草
春米努草（学名：Minuartia verna）是石竹科米努草属的植物。分布在挪威、蒙古、哈萨克斯坦、瑞典、日本、北美、俄罗斯以及中国大陆的新疆等地，生长于海拔1,800米至3,600米的地区，一般生于岩石缝及多石的山坡，目前尚未由人工引种栽培。